# Edorisi Ekhosuehi
Master Edorisi Ekhosuehi, dit Edo, (né le 20 mai 1984 à Benin City au Nigeria), est un footballeur professionnel nigérian. Il est attaquant.
Il a joué 10 matchs en Ligue 1 sous les couleurs du Mans.